# La trampa de l'assassí
La trampa de l'assassí (títol original en anglès, The Killing Jar) és una pel·lícula de thriller policial estatunidenc del 2010 escrita i dirigida per Mark Young. És protagonitzada per Michael Madsen com un psicòpata que pren com a ostatges els ocupants d'un restaurant remot, només per adonar-se que un d'ells és més perillós que l'home armat. Amber Benson interpreta Noreen, una cambrera del Diner. S'ha doblat i subtitulat al català.
La trampa de l'assassí va rebre una estrena limitada als cinemes el 19 de març de 2010. Image Entertainment va llançar-la en DVD el 22 de febrer de 2011.

## Repartiment
- Michael Madsen com a Doe
- Harold Perrineau com a John Dixon / Smith
- Amber Benson com a Noreen
- Jake Busey com a Greene
- Danny Trejo com a Jimmy
- Kevin Gage com as Hank
- Lew Temple com a Lonnie
- Patrick Durham com a mecenes
- Lindsey Axelsson com a Starr
- Talan Torriero com a Billy

## Crítica
Rotten Tomatoes, informa que cap dels vuit crítics van donar a la pel·lícula una crítica positiva; la valoració mitjana va ser de 3,15/10. Metacritic va puntuar la pel·lícula amb 14/100 basant-se en sis ressenyes. Andrew Barker de Variety el va anomenar "un thriller de cambra espectacularment avorrit". Michael Rechtshaffen, de The Hollywood Reporter, el va anomenar "un thriller suau amb personatges reescalfats i diàlegs de valors tan cruixent i fresc com el pollastre i les galetes d'ahir". Robert Abele del Los Angeles Times va escriure que consisteix en "una sèrie d'enfrontaments repetitius, avorrits i clixés" amb un gir evident. Nick Hartel de DVD Talk la va valorar amb 1/5 estrelles i la va qualificar de "una idea moderadament interessant, terriblement executada". David Johnson, de DVD Verdict, la va anomenar una pel·lícula per sota de la mitjana que "realment crateja en els últims 10 minuts".